# Comité Político y de Seguridad de la Unión Europea
El Comité Político y de Seguridad (CPS) es el órgano interno permanente del Consejo de la Unión, que tiene encomendado el seguimiento continuo de la situación internacional y de su evolución, en los ámbitos relativos a la Política Exterior y de Seguridad Común, incluida la Política Común de Seguridad y Defensa.

## Historia
El Comité Político y de Seguridad fue creado a raíz de la entrada en vigor del Tratado de Ámsterdam, en 1999, en el Consejo Europeo de Helsinki. Sin embargo, el COPS no adquirió su carácter permanente hasta que en diciembre de 2000 el Consejo Europeo reunido en Niza encomendó al Consejo de la Unión la redacción de su estatuto interno. Con su nuevo estatuto, el COPS sustituyó plenamente al antiguo Comité Político del Consejo, cuyas reuniones más o menos esporádicas congregaban a determinados consejeros políticos nacionales de los ministerios de exteriores de los Estados miembros.

## Composición y estructura
El Comité está compuesto por representantes de los gobiernos de los Estados de la Unión, expertos nacionales destacados con rango de embajador, y tiene su sede en Bruselas, donde suele reunirse dos veces por semana. Su presidencia corresponde a un representante designado por el Alto Representante de la Unión, y sus miembros están obligados a guardar alto secreto sobre el contenido de las reuniones. 
El Comité Político y de Seguridad, situado bajo la autoridad del Consejo y del Alto Representante, está llamado a integrarse en el futuro Servicio Europeo de Acción Exterior previsto en el Tratado de Lisboa.

## Funciones
De acuerdo con el Tratado de la Unión reformado por Lisboa, al Comité Político y de Seguridad le corresponden las siguientes funciones: 
- realizar el seguimiento permanente de la situación política global y de los acontecimientos internacionales concretos y su evolución, en el ámbito referente a la política exterior y de seguridad común de la Unión;
- contribuir a la definición estratégica de dicha política mediante la emisión de dictámenes dirigidos al Consejo a instancia de este, del Alto Representante, o por propia iniciativa;
- supervisar la ejecución de la política exterior y de seguridad, sin perjuicio de la dirección que sobre la misma corresponde al Alto Representante, e informar de la misma al Consejo de Asuntos Exteriores.

En el marco específico de la política común de seguridad y defensa, y sin perjuicio de la aplicación a la misma de las funciones antedichas, el Comité Político y de Seguridad asumirá, bajo la responsabilidad del Consejo y del alto representante, el control político y la dirección estratégica de las operaciones de gestión de crisis.